# Guyana
Denne side handler om landet der tidligere hed Britisk Guyana. For det tidligere Nederlandsk Guyana se Surinam. For den franske region, se Fransk Guyana.
Guyana, officielt Den Kooperative Republik Guyana (engelsk: Co-operative Republic of Guyana), er et land i det nordlige Sydamerika. Regionalt anses Guyana for at være et caribisk land, eftersom det har stærke kulturelle, historiske og politiske forbindelser til andre anglo-caribiske lande. Guyana er således også medlem af Caribbean Community (CARICOM). Det grænser op til Atlanterhavet i nord, Brasilien i syd og sydvest, Surinam i øst og Venezuela i vest. Guyana er med sine ca. 215.000 km2 det fjerde mindste land i Sydamerika næstefter Uruguay, Surinam og Fransk Guyana.
Regionen kendt som Las Guyanas består af et stort grundfjeldsskjold, der ligger nord for Amazonfloden og øst for Orinocofloden. Det er kendt som "de mange vandes land", og er geografisk præget af de store floder Essequibo, Berbice, og Demerara. Guyana var oprindeligt befolket af adskillige indfødte stammer, før det blev koloniseret af Nederlandene. Det nuværende Guyana kom under britisk overherredømme i slutningen af det 18. århundrede. Britisk Guyana havde en plantagebaseret økonomi indtil 1950'erne. Landet rev sig løs i 1966 og blev officielt en republik inden for Commonwealth of Nations i 1970. Den britiske arv afspejles i Guyanas politiske administration og sammensatte befolkning, der bl.a. består af indere, afrikanere og indfødte folkegrupper.
Guyana er det eneste land i Sydamerika, hvor engelsk er det officielle sprog. Størstedelen af befolkningen taler dog et kreolsk-guyanesisk sprog, der baserer sig på engelsk. Guyana er et af få caribiske lande, der ikke hører under Vestindien. CARICOM's hovedkvarter ligger i Guyanas hovedstad og største by, Georgetown. I 2008 var Guyana med til at stifte UNASUR. 

## Historie
Uddybende artikel: Guyanas historie
Guyana blev en hollandsk koloni i 1600-tallet, men overgik til i britisk overhøjhed i 1815 og fik navnet Britisk Guyana. Da slaveriet blev forbudt, flyttede størstedelen af de tidligere slaver til byerne, og man blev nødt til at importere arbejdskraft til sukkerplantagerne fra Indien. Guyana blev selvstændig i 1966, og blev styret af socialistiske regeringer frem til 1992, hvor landets første demokratiske valg blev afholdt.

## Politik
Uddybende artikel: Guyanas politik
Guyana er bl.a. medlem af Commonwealth of Nations og FN.

## Geografi
Uddybende artikel: Guyanas geografi
Guyana kan groft inddeles i tre geografiske regioner: en smal slette langs Atlanterhavskysten, et sandbælte længere inde i landet med regnskov og mange af Guyanas mineralreserver, og et større højlandsområde mod syd, som består af savanne og bjerge, hvoraf det højeste er Mount Roraima (2.835 m). De vigtigste floder er Essequibo, Demerara, Corentyne og Berbice.
Klimaet er tropisk, men er noget mildere på grund af passatvinde. Der er to regntider, en fra maj til august, og en fra november til januar. Disse regntider fører ofte til oversvømmelser.

### Regioner
Guyana er inddelt i 10 regioner:
| - Barima-Waini - Cuyuni-Mazaruni - Demerara-Mahaica - East Berbice-Corentyne - Essequibo Islands-West Demerara | - Mahaica-Berbice - Pomeroon-Supenaam - Potaro-Siparuni - Upper Demerara-Berbice - Upper Takutu-Upper Essequibo |

De seks regioner Barima-Waini, Cuyuni-Mazaruni, Pomeroon-Supernaam, Potaro-Siparuni, Øvre Takutu-Øvre Essequibo og Essequiboøerne-Vestdemerara gøres krav på af Venezuela og nævnes i Venezuela under navnet Guayana Esequiba. Kun Venezuela selv mener området tilhører dem.

## Økonomi
Uddybende artikel: Guyanas økonomi
Guyanas vigtigste naturresurser er bauxit og sukker, men der er også forekomster af guld og diamanter. Andre eksportvarer er tømmer, rejer og fisk.
Der er også blevet fundet olie i Guyanas undergrund 

## Demografi
Befolkningssammensætningen var i 2012 : 40 pct. indere, 29 pct. afrikanske efterkommere, 20 pct. blandede, 11 pct. områdets oprindeligt indfødte, og ½ pct. andre (heriblandt portugisere og kinesere).

### Religion
De religiøse tilhørsforhold opgjort i samme år var: 35 pct. protestanter, 25 pct. hinduer, 7 pct. katolikker, 7 pct. muslimer, 21 pct. andre kristne, 1 pct. Jehovas Vidner, 1 pct. andre religioner, 3 pct. ingen religion.

### Største byer
| Rank | Navn          | Region                          | Indbyggertal |
| ---- | ------------- | ------------------------------- | ------------ |
| 1    | Georgetown    | Demerara-Mahaica                | 118,363      |
| 2    | Linden        | Upper Demerara-Berbice          | 27,277       |
| 3    | New Amsterdam | East Berbice-Corentyne          | 17,329       |
| 4    | Corriverton   | East Berbice-Corentyne          | 11,386       |
| 5    | Bartica       | Cuyuni-Mazaruni                 | 8,004        |
| 6    | Mahaica       | Demerara-Mahaica                | 4,867        |
| 7    | Rose Hall     | East Berbice-Corentyne          | 4,413        |
| 8    | Parika        | Essequibo Islands-West Demerara | 4,385        |
| 9    | Triumph       | Demerara-Mahaica                | 3,788        |
| 10   | Uitvlugt      | Essequibo Islands-West Demerara | 2,980        |

### Sprog
Engelsk er det officielle sprog i Guyana og bruges til uddannelse, regering, medier og tjenester. Langt størstedelen af befolkningen taler Guyanese Creole, en engelsk-baseret kreolsk med små afrikanske, indiske påvirkninger som deres modersmål.
Indfødte caribanske sprog er (Akawaio, Wai-Wai og Macushi) som tales af et lille mindretal af indere.
Guyanesisk hindustani tales af den ældre generation af det indo-guyanske samfund, men yngre guyanesere bruger engelsk eller guyanesisk kreolsk. Indo-surinamisk immigranter fra Surinam taler sarnami-varianten, især den nikeriansk-berbiske hindustanske subdialekt

### Levealder
Forventede levealder ved fødslen anslås at være 69,5 år i 2020. 

## Kultur
| 1 Januar             | Nytårsdag                     |
| Forår                | Youman Nabi (Mawlid)          |
| 23 Februar           | Republikkens dag / Mashramani |
| Marts                | Phagwah (Holi)                |
| Marts / April        | God fredag                    |
| Marts / April        | Påske søndag                  |
| Marts / April        | Påske mandag                  |
| 1 Maj                | Arbejdernes dag               |
| 5 Maj                | indisk ankomstdag             |
| 26 Maj               | Uafhængighedsdagen            |
| Første Mandag i Juli | Caricom dagen                 |
| 1 August             | Emancipation dagen            |
| Oktober / November   | Diwali                        |
| 25 December          | Jul                           |
| 26 eller 27 December | Bokse dagen                   |
| Variere              | Eid al-Fitr                   |
| Variere              | Eid al-Adha                   |